# Knud Jørgen Alling Møller
Knud Jørgen Alling Møller (født 10. marts 1929 i Næstved, død 12. november 2008 i København) var en dansk dr.med. og overlæge i gynækologi og obstetrik.
Møller blev student fra Herlufsholm i 1947 og blev efter endt uddannelse med uddannelsesstillinger på flere københavnske hospitaler ansat som 1. reservelæge på Middelfart Sygehus 1958-1959 og kom herefter til Amtssygehuset i Næstved, hvor han var 2. reservekirurg frem til 1961. Her blev han 2. reservelæge ved Kommunehospitalet i København indtil han i 1963 blev 2. reservelæge på Rigshospitalets fødeafdeling. I 1966 blev han 2. reservelæge ved Amtssygehuset i Gentoftes gynækologisk-obstetriske afdeling. I 1968 blev han overlæge på gynækologisk-obstetrisk afdeling på Nykøbing Falster Sygehus, hvorfra han gik på pension i 1996.
Doktorgraden i medicin erhvervede han ved Københavns Universitet i 1969 på disputatsen Vaginalsekretet under normalt og pathologisk svangerskab.
Fra 1970 virkede han desuden som censor i gynækologi og obstetrik ved Københavns Universitet. Han var desude medlem af bestyrelsen for Foreningen af Sygehusoverlæger i Provinsen, og et par år tillige foreningens formand. Han var desuden formand for Dansk Selskab for Obstetrik og Gynækologi samt medlem af bestyrelsen for Overlægeforeningen.